# بيلي أرنولد (لاعب كرة قاعدة)
بيلي أرنولد (بالإنجليزية: Billy Arnold)‏ هو لاعب كرة قاعدة أمريكي، ولد في 2 مارس 1851 في ميدلتاون في الولايات المتحدة، وتوفي في 17 يناير 1899 في ألباني في الولايات المتحدة.

## وصلات خارجية
- بيلي أرنولد على موقعبيزبول رفرنس.كوم (الدوري الرئيسي) (الإنجليزية)
- بيلي أرنولد على موقعبيزبول رفرنس.كوم (الدوري الثانوي) (الإنجليزية)